# Pedro Rodríguez (il·lustrador)
Pedro Rodríguez, nascut a Sevilla el 1973 és un il·lustrador i dibuixant de còmics que acostuma a treballar per a Espanya, França i els EUA. Va estudiar il·lustració a l'Escola d'Arts i Oficis de la Llotja de Barcelona.
Ha publicat més de 30 llibres, alguns d'ells editats en nombrosos països, i ha rebut guardons com el premi del públic al millor guió al Saló del Còmic de Barcelona 2006, per Omar el Navegante: Jinn-el-Rais (Ariadna Editorial), i el premi Josep Coll del Saló del Còmic de Barcelona, per Las aventuras imaginarias del joven Verne (edicions Glénat per a Espanya i França); aquest títol també va ser nominat al millor àlbum Jeunesse a Angulema.
A més d'això, ha realitzat també animacions per a videoclips, i portades i il·lustracions per a músics com Jarabe de Palo, Muchachito Bombo Infierno i Kase O, entre d'altres.